# San Piero a Sieve
San Piero a Sieve es una localidad italiana de la provincia de Florencia , región de Toscana, con 4.143 habitantes.

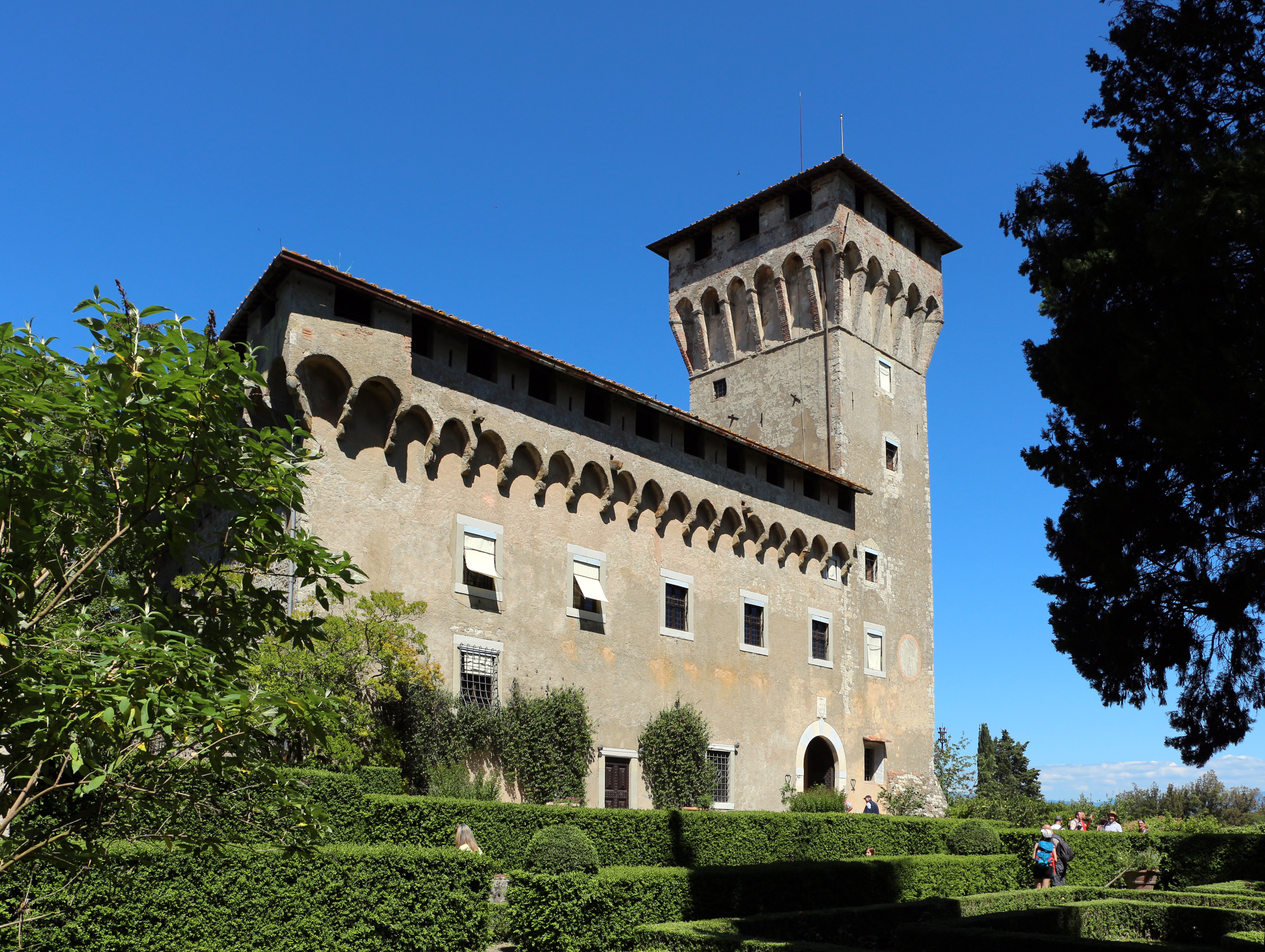
La villa del Trebbio

Ubicación de la ciudad de San Piero a Sieve dentro de la provincia de Florencia.

En la comuna está la Villa del Trebbio, una de las villas mediceas que el 23 de junio de 2013, en la XXXVII Sesión del Comité para el Patrimonio de la Humanidad, reunida en Phnom Penh, fue inscrita en la Lista del Patrimonio de la Humanidad con el nombre de «Villas y jardines Médici en Toscana».

## Evolución demográfica
| Gráfica de evolución demográfica de San Piero a Sieve entre 1861 y 2001 |
|                                                                         |
| Fuente ISTAT - Elaboración gráfica por parte de Wikipedia               |